# Guerra Nórdica dos Sete Anos
A Guerra Nórdica dos Sete Anos (também conhecida por Primeira Guerra do Norte ou Guerra dos Sete Anos na Escandinávia) foi a guerra entre a Suécia e uma coalizão da Dinamarca-Noruega, Lübeck e a República das Duas Nações, ocorrida entre 1563 e 1570.
O motivo imediato do conflito foi o descontentamento da Dinamarca com a saída da Suécia da União de Kalmar. Pelo lado dinamarquês estava em causa reconquistar a Suécia, e pelo lado sueco manter a independência e o controle das possessões bálticas e das rotas de comércio com a Rússia.
A guerra foi muito violenta, incluindo muitas pilhagens e massacres da população civil, tendo continuado por terra e por mar até os dois exércitos estarem extenuados. O acordo de paz foi assinado em 1570 em Estetino (na Polónia atual), após dois anos de negociações. A Suécia perdeu a fortaleza de Älvsborg, pela qual teve de pagar um enorme resgate, assim como teve de ceder à Dinamarca as províncias da Herdália e Jemtlândia, além da ilha da Gotlândia. A Dinamarca, por seu lado, desistiu das suas pretensões à coroa sueca.

## O contexto da guerra
A nórdica União de Kalmar, que durou de tempo em tempo de 1397 a 1523, terminou por conseqüência do ressentimento sueco ocasionado pelo domínio dinamarquês. Revoltas ocorridas em 1471, lideradas por nobres das famílias suecas Bonde-Sture, resultaram na independência da Suécia em 1503. Mas em 1520, Cristiano II da Dinamarca reconquistou facilmente a Suécia, e prometeu uma revanche sangrenta pela revolta contra a União de Kalmar. Embora não se tenha muita exatidão dos acontecimentos reais, calcula-se que um número de homens e mulheres da nobreza sueca, bem como as lideranças dos cidadãos de Estocolmo, foram executados no então chamado Banho de sangue de Estocolmo e o cadáver do regente recentemente falecido, Sten Sture, o Jovem foi supostamente desenterrado e queimado como herege. A violência injustificada foi condenada pelo Papa e reprovada até mesmo pelos próprios dinamarqueses, e quando Cristiano II retornou para o seu país, foi forçado por seus próprios conselheiros a renunciar ao trono. Ele foi substituído por Frederico I, que foi coroado em março de 1523. 
Na Suécia, o vazio de poder combinado com a revolta dentro da Dinamarca contra Cristiano II fez surgir a oportunidade para que Gustavo I Vasa, com o apoio dos camponeses e as cidades da Liga Hanseática de Lübeck e Danzig, consolidasse o controle sobre os suecos e reivindicasse o trono em junho de 1523. 
A Suécia de Gustavo Vasa estava enfraquecida em 1523. O acesso para o ocidente estava virtualmente bloqueado pela Dinamarca-Noruega, que continuavam unidas. O acesso da Suécia ao Mar do Norte estava limitado a 20 quilômetros de extensão no Categate, nas proximidades da Fortaleza de Nova Älvsborg (onde a atual Gotemburgo foi mais tarde fundada). Posteriormente, a Dinamarca controlou o Mar Báltico, limitando a movimentação sueca nele. 
Gustavo Vasa tomou então uma decisão que não trouxe resultados imediatos para a Guerra Nórdica dos Sete Anos, mas que teve um impacto duradouro na sorte da Suécia; ele mudou a estrutura militar da Suécia. Em 1544 ele utilizou o antigo conceito escandinavo de Uppbåd (recrutamento ou a prerrogativa de convocar alguma fração de homens de cada distrito em uma emergência) para criar o primeiro exército nacional permanente da Europa. Em tempo de paz, os homens permaneciam em casa aguardando serem convocados e seriam pagos por taxas de concessões, mas teriam que se reunir e realizar exercícios militares. Esse sistema foi mais tarde ampliado. Em 1560, quando Gustavo Vasa morreu, cada dez camponeses eram requisitados para promoveram a manutenção de um soldado que deveria servir em qualquer lugar, internamente ou no estrangeiro, onde fosse designado pelo rei.

## A causa imediata da guerra

Érico XIV (1533-1577), Rei da Suécia 1560-1568

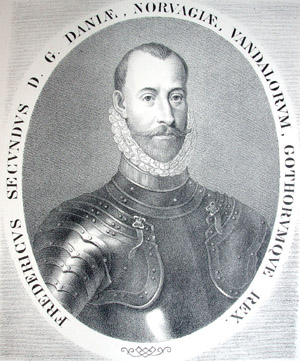
Frederico II, Rei da Dinamarca e Noruega 1559 - 1588

O início da guerra teria sido principalmente atribuído ao descontentamento da Dinamarca em relação à dissolução da União de Kalmar. Esse descontentamento foi mostrado várias vezes durante o reinado de Gustavo I Vasa, por exemplo, quando o rei dinamarquês Cristiano III incluiu o símbolo tradicionalmente sueco das três coroas em seu próprio brasão de armas. A interpretação sueca foi a de que a Dinamarca continuava a reivindicar a posse sobre a Suécia. 
Este e outros eventos criaram um considerável desgaste nas relações entre os dois países, especialmente após as mortes de Gustavo Vasa e Cristiano III - os dois países tinham agora monarcas jovens e dispostos à guerra, Érico XIV na Suécia e Frederico II na Dinamarca.
Mais controvérsias surgiram. Érico XIV, no início de seu reinado, obstruiu os planos dinamarqueses de conquistar a Estônia.
Em fevereiro de 1563, os mensageiros suecos foram enviados para Hessia a fim de negociarem o casamento de Érico com a Princesa Cristina. Os mensageiros ficaram detidos em Copenhague. Érico adicionou os símbolos da Noruega e Dinamarca ao seu próprio brasão de armas e recusou o pedido da Dinamarca de retirar esses símbolos. Lübeck, não satisfeita com as barreiras de comércio impostas por Érico para impedir o comércio com a Rússia e a retirada de privilégios comerciais, juntou-se à Dinamarca em uma aliança de guerra. A Polônia logo também fez parte dessa aliança, com a intenção de obter o controle do comércio sobre a região do Báltico.

## A guerra

### Fase inicial
Em maio, foram iniciados os primeiros movimentos de guerra. Uma frota dinamarquesa, sob o comando de Jakob Brockenhuus, partiu em direção ao Báltico. Em Bornholm, em 30 de maio, a frota dinamarquesa abriu fogo contra a marinha sueca, sob o comando de Jakob Bagge, mesmo não tendo sido a guerra ainda oficialmente declarada. A batalha terminou com a derrota dos dinamarqueses.
Emissários reais alemães foram enviados para negociarem a paz, mas nenhum sueco compareceu ao local das negociações, em Rostock. Em 13 de agosto de 1563, a guerra foi declarada por emissários da Dinamarca e Lubeque em Estocolmo. Naquele mês, o rei dinamarquês Frederico II atacou a Fortaleza de Nova Älvsborg. No início da guerra os dinamarqueses avançaram a partir de Halândia com um forte exército de mercenários profissionais de 25.000 homens e capturaram o portão de acesso ao Ocidente da Suécia, o forte de Älvsborg, apenas depois de três dias de bombardeios e seis horas de assalto, em 4 de setembro. 
Com isso, a Dinamarca atingiu o seu objetivo de cortar o acesso da Suécia ao Mar do Norte, bloqueando todas as importantes importações de produtos salgados. Érico atacou então Halmstad, sem resultado; o contra-ataque sueco foi rechaçado pelo exército profissional dinamarquês. Depois que o rei sueco deixou o comando de seu exército, Charley de Mornays assumiu como comandante-em-chefe e foi derrotado pelos dinamarqueses em Mared. No mar, a batalha iniciou em Olândia, em 11 de setembro, e logo após a guerra teve uma trégua.

### Ataques por terra
A Suécia ocupou a indefesa província norueguesa de Jemtlândia, que foi rapidamente reconquistada por um contra-ataque sob o comando do governador norueguês de Trøndelag. 
Em 1564, os suecos sob o comando de Claude Collart ocuparam as províncias norueguesas de Jemtlândia, Herdália e Trøndelag, inclusive a cidade de Trontêmio. Inicialmente bem recebidos em Trøndelag, o péssimo tratamento dispensado aos habitantes locais serviu de motivo para uma posterior resistência à invasão sueca. Apesar de expulsos de Trøndelag, eles continuaram a ocupar Jemtlândia e Herdália. Essas províncias foram mais tarde retomadas pelas forças norueguesas.
O exército mercenário dinamarquês era superior ao exército de camponeses suecos em todos os aspectos, menos em um; o exército profissional não lutaria até receber seu pagamento em moeda. Porque apenas uma fração do exército estaria em marcha, a Dinamarca desistiu do plano de tomar a fortaleza de Kalmar e decidiu então atacar Estocolmo. Acompanhado de muita crueldade, em agosto, Érico e seu exército atacaram Blecíngia e a ocuparam; os dinamarqueses logo revidaram.

### Novas batalhas
Em 30 de maio uma batalha foi iniciada entre as marinhas sueca e dinamarquesa (agora sob a direção de Herluf Trolle) entre Gotlândia e Olândia. O comandante sueco Jakob Bagge foi capturado, mas a batalha não teve vencedores. August Klas Kristersson Horn tornou-se o novo comandante e derrotou a frota dinamarquesa ao norte de Olândia, em 14 de agosto. 
Horn atacou as províncias de Halândia e Escânia, em 1565 e fez várias tentativas em Bohuslän e Uddevalla. Os dinamarqueses incendiaram a antiga cidade de Lödöse na província de Gotalândia Ocidental. Contra o exército dinamarquês, Érico comandou pela primeira vez o seu exército, mas então novamente entregou o comando para outra pessoa, desta vez para Nils Boije, que em 28 de agosto tomou Varberg. O exército dinamarquês sob o comando de Daniel Rantzau derrotou o exército sueco em Axtorna, em 20 de outubro. 

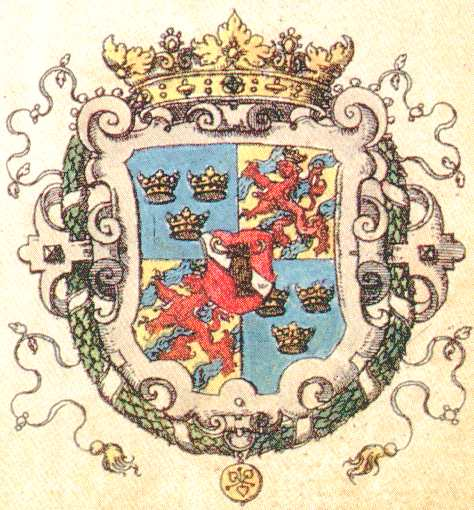
Brasão de armas sueco

Por mar os suecos tiveram um melhor desempenho. Horn, comandante da marinha sueca, perseguiu uma frota da Dinamarca/Lübeck até a costa da Alemanha e destruiu a maioria de seus navios.  Depois dessa vitória, Horn levou seus navios para Öresund e passou a cobrar uma taxa de todos os navios que passassem pelo estreito. Um tempo depois ele participou de uma batalha no litoral de Mecklemburgo, em Buchow. Os dinamarqueses foram novamente derrotados no mar por Bornholm, em 7 de julho. Isto assegurou o controle do Mar Báltico pelos suecos.
Em janeiro de 1566, os suecos não conseguiram conquistar o Forte de Bohus, na província norueguesa de Bohuslän. Daniel Rantzau transferiu suas tropas para Gotalândia Ocidental. No mar os suecos continuavam a ter sucesso, Horn voltou a cobras pedágios no Báltico sem qualquer interferência dos dinamarqueses. Outra batalha no mar próxima a Olândia aconteceu em 26 de julho. Encerrando com a total destruição da marinha dinamarquesa em uma tempestade. Horn foi agora chamado para comandar as tropas em terra, onde ele morreu em 9 de setembro. 

### As crueldades suecas em terra
A Suécia invadiu o vale norueguês de Østerdal, atravessando Hedmark e ocupando o território norueguês até o extremo ocidental de Skiensfjord. Eles devastaram os distritos do país, incendiaram Sarpsborg e massacraram as guarnições militares.
Em 1567 os suecos continuaram o ataque contra a Noruega. Os suecos investiram contra o Forte de Akershus, em Oslo. Quando eles foram derrotados, eles se retiraram na direção norte, por Hedmark e Oppland, incendiando a Catedral de Hamar e destruindo o palácio fortificado do bispo de Hamarhus.

### As crueldades dinamarquesas em terra

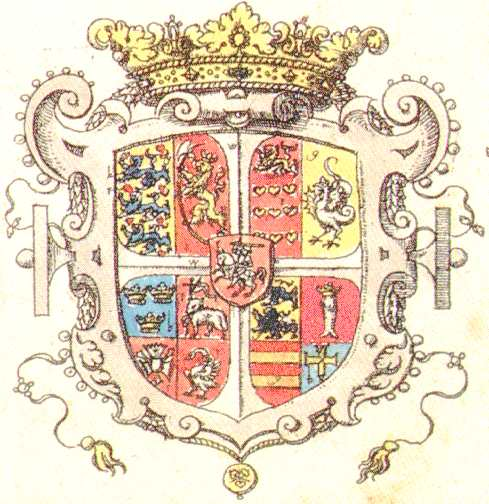
Brasão de armas dinamarquês

Quando chegou a primavera, Érico XIV ficou insano. Isto paralisou os atos de guerra da Suécia. Os dinamarqueses estavam exaustos e não realizaram grandes ataques até outubro, quando Rantzau atacou a Småland e a Gotalândia Ocidental com cerca de 8.500 homens. Ele desembarcou em novembro e incendiou todas as plantações e casas, e destruiu toda a criação de gado que ele pode. Uma tentativa de impedir a sua retirada por Holaveden falhou e no meio de fevereiro de 1568 ele retornou para Halândia. Nesse mesmo ano Érico foi tirado do trono e uma nova trégua aconteceu na guerra.
Tentativas foram feitas para obter-se a paz entre as nações em luta durante esses anos. Foram tentadas negociações envolvendo duques da Pomerânia, o mensageiro francês Charles Dancay, o Imperador Fernando I e o Imperador Maximiliano II. 
Mas, uma vez que Érico XIV e Frederico II demonstravam não querer a paz, as tentativas falharam. Em 1568, o duque sueco João, sucedeu seu irmão no trono da Suécia, iniciando as negociações com a Dinamarca e em 18 de novembro de 1568 e levando à assinatura de um acordo de paz em Roskilde. Este acordo, porém, não foi aceito pela maioria dos suecos. Em 1569, a guerra recomeçou. Os dinamarqueses atacaram Varberg e a conquistaram em 13 de novembro. Os suecos, por sua vez, agora obtiveram grande sucesso em Escânia.

### Negociações de paz
A partir deste ponto os dois exércitos estavam exaustos. Isto levou ao início das negociações em direção à paz. Em setembro de 1570 uma reunião para negociar a paz foi iniciada em Estetino e a paz foi finalmente conseguida em 13 de dezembro de 1570. O rei sueco devolveu para a Noruega as suas conquistas de Escânia, Halândia, Blecíngia e Gotlândia, enquanto que os dinamarqueses desistiram de reivindicar a posse sobre a Suécia como um todo. Além disso, a União de Kalmar foi declarada extinta. 
Os suecos resgataram Älvsborg pagando a quantia de 150 000 riksdaler (a moeda daquele tempo). A disputa com relação ao símbolo das três coroas não foi resolvida e se tornaria fonte para conflitos futuros.

## As conseqüências
Talvez a conseqüência mais significativa desta guerra tenha sido o início da formação de um exército permanente na Suécia. Esta guerra, seguida por um envolvimento continuado da Suécia em outras guerras no século seguinte, produziu uma capacidade militar que fez da Suécia, por um período, a maior força militar da Europa Setentrional. 
Esta guerra, com sua destruição extrema e o injustificado número de vítimas civis fortaleceu o ódio entre suecos e dinamarqueses e levou os noruegueses, até então neutros, a passarem a temer e a criarem resistência contra os suecos. 
As rotas de invasão da Noruega também pressagiaram os ataques à Noruega no século seguinte e definiram a política defensiva norueguesa.